# Herrarnas sprint i bancykling vid olympiska sommarspelen 1984
Herrarnas sprint i bancykling vid olympiska sommarspelen 1984 ägde rum söndagen den 31 juli-3 augusti 1984 i Los Angeles.

## Medaljörer
| Event            | Guld            | Silver           | Brons                  |
| Herrarnas sprint | Mark Gorski USA | Nelson Vails USA | Tsutomo Sakamoto Japan |

## Resultat

### Första omgången
| Heat | Placering | Cyklist              | Land                | Tid   | Kvalificering |
| ---- | --------- | -------------------- | ------------------- | ----- | ------------- |
| 1    | 1         | Mark Gorski          | USA                 | 10,87 | Q             |
| 1    |           | Leon Richardson      | Antigua och Barbuda |       |               |
| 2    |           | Tsutomu Sakamoto     | Japan               |       |               |
| 2    | 1         | Marcelo O. Alexandre | Argentina           | 11,87 | Q             |
| 3    | 1         | Katsuo Nakatake      | Japan               | 11,92 | Q             |
| 3    |           | Charles Pile         | Barbados            |       |               |
| 3    |           | Paulo Jamur          | Brasilien           |       |               |
| 4    | 1         | Gabriele Sella       | Östtyskland         | 11,54 | Q             |
| 4    |           | Brian Lyn            | Antigua och Barbuda |       |               |
| 4    |           | Murray Steele        | Nya Zeeland         |       |               |
| 5    | 1         | Philippe Vernet      | Frankrike           | 11,31 | Q             |
| 5    |           | Claudio F. IIannone  | Argentina           |       |               |
| 5    |           | Deogracias Asuncion  | Filippinerna        |       |               |
| 6    | 1         | Gerhard Scheller     | Västtyskland        | 11,29 | Q             |
| 6    |           | Ian Stanley          | Jamaica             |       |               |
| 6    |           | Ernest Moodie        | Caymanöarna         |       |               |
| 7    | 1         | Mark Barry           | Storbritannien      | 11,84 | Q             |
| 7    |           | James Joseph         | Guyana              |       |               |
| 7    |           | Gene Samuel          | Trinidad och Tobago |       |               |
| 8    |           | Antonio Urquijo      | Chile               |       |               |
| 8    |           | Kenrick Tucker       | Australien          |       |               |
| 8    | 1         | Nelson Vails         | USA                 | 11,07 | Q             |
| 9    |           | Hugo F. Daya         | Colombia            |       |               |
| 9    | 1         | Frank Depine         | Frankrike           | 11,49 | Q             |
| 9    |           | Max Rainsford        | Australien          |       |               |
| 10   |           | Heinz Isler          | Schweiz             |       |               |
| 10   | 1         | Vincenzo Ceci        | Italien             | 12,01 | Q             |
| 10   |           | Rodolfo Guaves       | Filippinerna        |       |               |
| 11   | 1         | Alex Ongaro          | Kanada              | 11,43 | Q             |
| 11   |           | Rolf Morgan Hansen   | Norge               |       | NP            |
| 11   |           | Lee Fu-Hsiang        | Kinesiska Taipei    |       |               |
| 12   |           | Frank Orban          | Belgien             |       |               |
| 12   | 1         | Fredy Schmidtke      | Västtyskland        | 11,80 | Q             |
| 12   |           | Rosman Alwi          | Malaysia            |       |               |

#### Första omgångens första uppsamling
| Heat | Placering | Cyklist             | Land                | Tid   | Kvalificering |  |
| ---- | --------- | ------------------- | ------------------- | ----- | ------------- |  |
| 1    | 1         | Tsutomu Sakamoto    | Japan               | 11,35 | Q             |  |
| 1    |           | Brian Lyn           | Antigua och Barbuda |       |               |  |
| 2    | 1         | Murray Steele       | Nya Zeeland         | 12,09 | Q             |  |
| 2    |           | Deogracias Asuncion | Filippinerna        |       |               |  |
| 3    |           | Leon Richardson     | Antigua och Barbuda |       |               |  |
| 3    | 1         | Claudio F. IIannone | Argentina           | 11,51 | Q             |  |
| 4    |           | Ian Stanley         | Jamaica             |       |               |  |
| 4    |           | Charles Pile        | Barbados            |       |               |  |
| 4    | 1         | Antonio Urquijo     | Chile               | 11,64 | Q             |  |
| 5    |           | Paulo Jamur         | Brasilien           |       |               |  |
| 5    | 1         | Gene Samuel         | Trinidad och Tobago | 11,89 | Q             |  |
| 5    |           | Ernest Moodie       | Caymanöarna         |       |               |  |
| 6    | 1         | Kenrick Tucker      | Australien          | 11,23 | Q             |  |
| 6    |           | Hugo F. Daya        | Colombia            |       |               |  |
| 6    |           | James Joseph        | Guyana              |       |               |  |
| 7    |           | Heinz Isler         | Schweiz             |       |               |  |
| 7    |           | Lee Fu-Hsiang       | Kinesiska Taipei    |       |               |  |
| 7    | 1         | Frank Orban         | Belgien             | 11,53 | Q             |  |
| 8    |           | Max Rainsford       | Australien          |       |               |  |
| 8    |           | Rodolfo Guaves      | Filippinerna        |       |               |  |
| 8    | 1         | Rosman Alwi         | Malaysia            | 11,58 | Q             |  |

#### Första omgångens andra uppsamling
| Heat | Placering | Cyklist             | Land                | Tid   | Kvalificering |
| ---- | --------- | ------------------- | ------------------- | ----- | ------------- |
| 1    |           | Brian Lyn           | Antigua och Barbuda |       |               |
| 1    | 1         | Paulo Jamur         | Brasilien           | 11,92 | Q             |
| 1    |           | James Joseph        | Guyana              |       |               |
| 2    |           | Deogracias Asuncion | Filippinerna        |       |               |
| 2    | 1         | Charles Pile        | Barbados            | 11,51 | Q             |
| 2    |           | Ernest Moodie       | Caymanöarna         |       |               |
| 3    |           | Leon Richardson     | Antigua och Barbuda |       |               |
| 3    |           | Heinz Isler         | Schweiz             |       |               |
| 3    | 1         | Max Rainsford       | Australien          | 11,79 | Q             |
| 4    |           | Rodolfo Guaves      | Filippinerna        |       |               |
| 4    |           | Ian Stanley         | Jamaica             |       |               |
| 4    |           | Hugo F. Daya        | Colombia            |       |               |
| 4    | 1         | Lee Fu-Hsiang       | Kinesiska Taipei    | 11,90 | Q             |

### Andra omgången
| Heat | Placering | Cyklist              | Land                | Tid   | Kvalificering |
| ---- | --------- | -------------------- | ------------------- | ----- | ------------- |
| 1    | 1         | Mark Gorski          | USA                 | 10,79 | Q             |
| 1    |           | Paulo Jamur          | Brasilien           |       |               |
| 2    | 1         | Marcelo O. Alexandre | Argentina           | 12,68 | Q             |
| 2    |           | Max Rainsford        | Australien          |       |               |
| 3    | 1         | Katsuo Nakatake      | Japan               | 12,05 | Q             |
| 3    |           | Lee Fu-Hsiang        | Kinesiska Taipei    |       |               |
| 4    | 1         | Gabriele Sella       | Italien             | 11,16 | Q             |
| 4    |           | Charles Pile         | Barbados            |       |               |
| 5    | 1         | Philippe Vernet      | Frankrike           | 10,94 | Q             |
| 5    |           | Rosman Alwi          | Malaysia            |       |               |
| 6    | 1         | Fredy Schmidtke      | Västtyskland        | 11,36 | Q             |
| 6    |           | Kenrick Tucker       | Australien          |       |               |
| 7    |           | Mark Barry           | Storbritannien      |       |               |
| 7    | 1         | Frank Orban          | Belgien             | 11,33 | Q             |
| 8    | 1         | Nelson Vails         | USA                 | 10,80 | Q             |
| 8    |           | Gene Samuel          | Trinidad och Tobago |       |               |
| 9    |           | Frank Depine         | Frankrike           |       |               |
| 9    | 1         | Claudio F. IIannone  | Argentina           | 11,79 | Q             |
| 10   | 1         | Vincenzo Ceci        | Italien             | 11,52 | Q             |
| 10   |           | Antonio Urquijo      | Chile               |       |               |
| 11   |           | Alex Ongaro          | Kanada              |       |               |
| 11   | 1         | Tsutomu Sakamoto     | Japan               | 11,07 | Q             |
| 12   | 1         | Gerhard Scheller     | Västtyskland        | 11,11 | Q             |
| 12   |           | Murray Steele        | Nya Zeeland         |       |               |

#### Andra omgångens uppsamling
| Heat | Placering | Cyklist         | Land             | Tid   | Kvalificering |
| ---- | --------- | --------------- | ---------------- | ----- | ------------- |
| 1    | 1         | Max Ralnsford   | Australien       |       |               |
| 1    |           | Alex Ongaro     | Kanada           | 11.23 | Q             |
| 2    |           | Paulo Jamur     | Brasilien        |       |               |
| 2    | 1         | Murray Steele   | Nya Zeeland      | 11,92 | Q             |
| 3    | 1         | Lee Fu-Hsiang   | Kinesiska Taipei | 11,58 | Q             |
| 3    |           | Antonio Urquijo | Chile            |       |               |
| 4    |           | Charles Pile    | Barbados         |       |               |
| 4    | 1         | Frank Depine    | Frankrike        | 11,62 | Q             |
| 5    |           | Rosman Alwi     | Malaysia         |       |               |
| 5    | 1         | Mark Barry      | Storbritannien   | 11,64 | Q             |
| 6    | 1         | Kenrick Tucker  | Västtyskland     | 11,46 | Q             |
| 6    |           | Gene Samuel     | Nya Zeeland      |       |               |

### Åttondelsfinaler
Det andra loppet kördes om, se lopp sju. Endast Marcelo O. och Fu-Hsiang körde andra omgången, medan Ceci fick köra i uppsamlingen.
| Heat | Placering | Cyklist              | Land             | Tid   | Kvalificering |
| ---- | --------- | -------------------- | ---------------- | ----- | ------------- |
| 1    | 1         | Mark Gorski          | USA              | 10,89 | Q             |
| 1    |           | Claudio F. IIannone  | Argentina        |       |               |
| 1    |           | Alex Ongaro          | Kanada           |       |               |
| 2    |           | Marcelo O. Alexandre | Argentina        |       |               |
| 2    |           | Vincenzo Ceci        | Italien          |       |               |
| 2    |           | Lee Fu-Hsiang        | Kinesiska Taipei |       |               |
| 3    |           | Katsuo Nakatake      | Japan            |       |               |
| 3    |           | Gerhard Scheller     | Västtyskland     |       |               |
| 3    | 1         | Kenrick Tucker       | Australien       | 11,58 | Q             |
| 4    |           | Gabriele Sella       | Italien          |       |               |
| 4    | 1         | Tsutomu Sakamoto     | Japan            | 11,31 | Q             |
| 4    |           | Frank Depine         | Frankrike        |       |               |
| 5    | 1         | Philippe Vernet      | Frankrike        | 11,33 | Q             |
| 5    |           | Frank Orban          | Belgien          |       |               |
| 5    |           | Murray Steele        | Nya Zeeland      |       |               |
| 6    |           | Fredy Schmidtke      | Västtyskland     |       |               |
| 6    | 1         | Nelson Vails         | USA              | 11,05 | Q             |
| 6    |           | Mark Barry           | Storbritannien   |       |               |
| 7    | 1         | Marcelo O. Alexandre | Argentina        | 12,30 | Q             |
| 7    |           | Vincenzo Ceci        | Italien          |       |               |
| 7    |           | Lee Fu-Hsiang        | Kinesiska Taipei |       |               |

#### Åttondelsfinalernas första uppsamling
| Heat | Placering | Cyklist           | Land             | Tid   | Kvalificering |
| ---- | --------- | ----------------- | ---------------- | ----- | ------------- |
| 1    |           | Claudo F. Iannone | Argentina        |       |               |
| 1    | 1         | Gerthard Scheller | Västtyskland     |       | Q             |
| 1    |           | Murray Steele     | Nya Zeeland      |       |               |
| 2    |           | Katsuo Nakatake   | Japan            |       |               |
| 2    |           | Mark Barry        | Storbritannien   |       |               |
| 2    | 1         | Lee Fu-Hsiang     | Kinesiska Taipei | 11,67 | Q             |
| 3    | 1         | Gabriele Sella    | Italien          | 11,58 | Q             |
| 3    |           | Frank Orban       | Belgien          |       |               |
| 3    |           | Alex Ongaro       | Kanada           |       |               |
| 4    |           | Vincenzo Ceci     | Italien          |       |               |
| 4    | 1         | Fredy Schmidtke   | Västtyskland     | 11,45 | Q             |
| 4    |           | Frank Depine      | Frankrike        |       |               |

#### Åttondelsfinalernas andra uppsamling
| Heat | Placering | Cyklist           | Land             | Tid   | Kvalificering |
| ---- | --------- | ----------------- | ---------------- | ----- | ------------- |
| 1    | 1         | Gerthard Scheller | Västtyskland     | 11,52 | Q             |
| 1    |           | Gabriele Bella    | Italien          |       |               |
| 2    | 1         | Fredy Schmidtke   | Västtyskland     | 10,96 | Q             |
| 2    |           | Lee Fu-Hsiang     | Kinesiska Taipei |       |               |

### Kvartsfinaler
| Heat | Placering | Cyklist              | Land         | Tid 1 | Tid 2 | Tid 3 | Kvalificering |
| ---- | --------- | -------------------- | ------------ | ----- | ----- | ----- | ------------- |
| 1    | 1         | Mark Gorski          | USA          | 11,65 | 11,08 |       | Q             |
| 1    |           | Gerhard Scheller     | Västtyskland |       |       |       |               |
| 2    | 1         | Philippe Vernet      | Frankrike    | 11,56 | 11,17 |       | Q             |
| 2    |           | Fredy Schmidtke      | Västtyskland |       |       |       |               |
| 3    | 1         | Nelson Vails         | USA          | 11,33 | 12,07 |       | Q             |
| 3    |           | Marcelo O. Alexandre | Argentina    |       |       |       |               |
| 4    | 1         | Tsutomu Sakamoto     | Japan        | 11,20 |       | 11,26 | Q             |
| 4    |           | Kenrick Tucker       | Australien   |       | 11,51 |       |               |

### Semifinaler
| Heat | Placering | Cyklist          | Land      | Tid 1 | Tid 2 | Tid 3 | Kvalificering |
| ---- | --------- | ---------------- | --------- | ----- | ----- | ----- | ------------- |
| 1    | 1         | Mark Gorski      | USA       | 11,17 | 10,74 |       | Q             |
| 1    |           | Tsutomu Bakamoto | Japan     |       |       |       |               |
| 2    | 1         | Philippe Vernet  | Frankrike |       |       |       |               |
| 2    |           | Nelson Vails     | USA       | 10,93 | 10,86 |       | Q             |

### Final
| Heat | Placering | Cyklist          | Land      | Tid 1 | Tid 2 | Tid 3 | Resultat |
| ---- | --------- | ---------------- | --------- | ----- | ----- | ----- | -------- |
| 1    | 1         | Mark Gorski      | USA       | 10,49 | 10,95 |       | 1        |
| 1    |           | Nelson Vails     | USA       |       |       |       | 2        |
| 2    | 1         | Tsutomu Bakamoto | Japan     | 11,06 | 11,03 |       | 3        |
| 2    |           | Philippe Vernet  | Frankrike |       |       |       | 4        |